# Kapiolani delle Hawaii
Kapiʻolani (Julia Kapiʻolani Napelakapuokakaʻe; Hilo, 31 dicembre 1834 – Waikiki, 24 giugno 1899) è stata la moglie del re Kalākaua I, a fianco a cui ha regnato come regina consorte del Regno delle Hawaii dal 13 febbraio 1874 al 20 gennaio 1891.

## Biografia

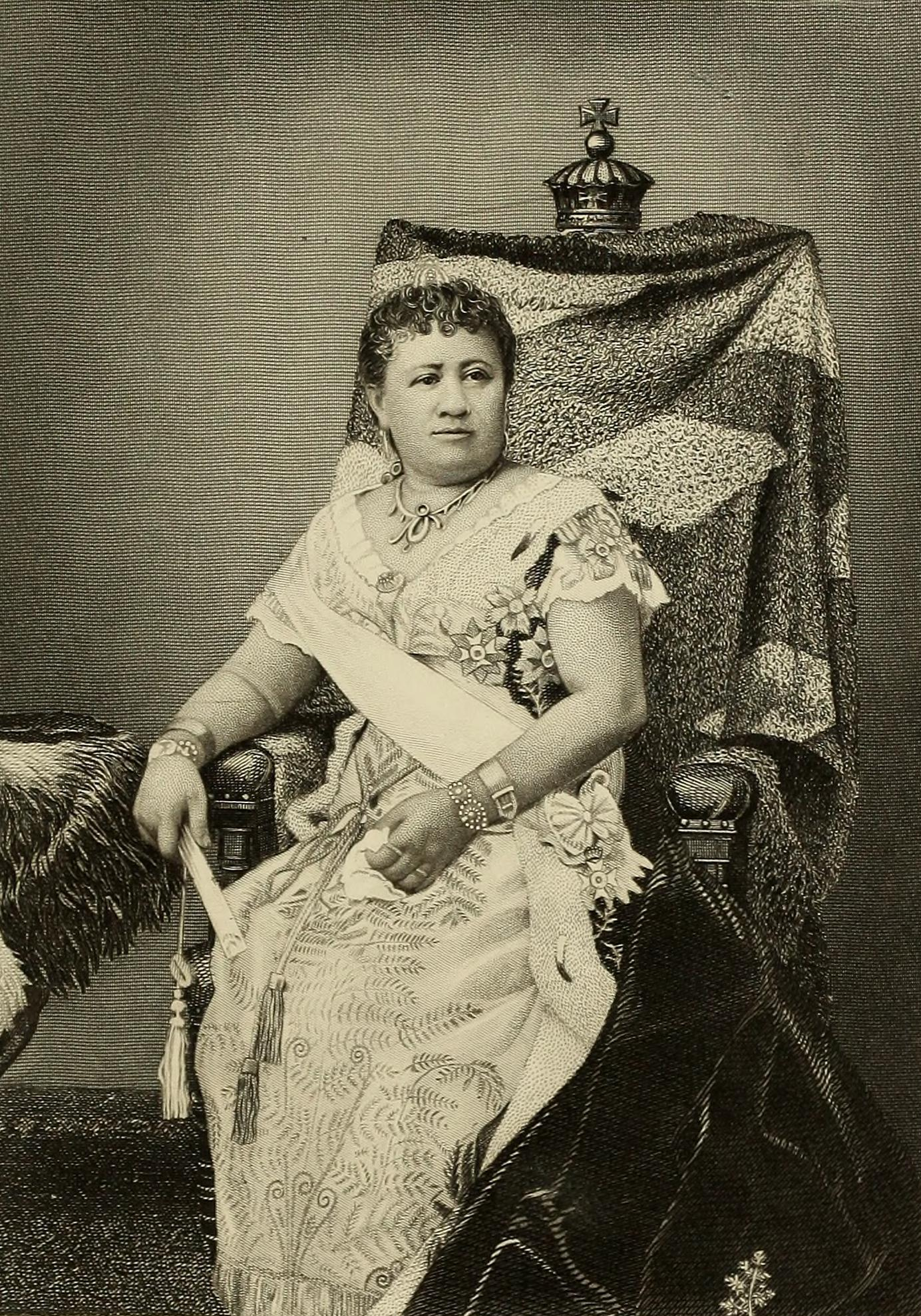
La regina Kapiʻolani.

Kapiʻolani nacque l'ultimo giorno dell'anno del 1834 dal Grande Capo di Hilo, Kuhio Kalanianaʻole, e dalla Grande Capessa di Kauaʻi, Kinoiki Kekaulike, figlia di re Kaumualiʻi, l'ultimo re dell'isola di Kauaʻi prima che questa fosse amichevolmente ceduta a Kamehameha I, il Grande. Kapiʻolani fu così battezzata in onore di una sua prozia, la Grande Capessa Kapiʻolani, colei che rinnegò la dea Pele in nome del cristianesimo.
Il suo nome, Kapiʻolani, è formato da tre parole (ka pi'o lani) e significa "L'arco del cielo" o "L'arco reale".
Kapiʻolani sposò in prime nozze il Grande Capo Bennett Nāmākēhā, più vecchio di lei di oltre trent'anni. Quest'ultimo era uno zio della regina Emma, in quanto fratello del di lei padre, George Naʻea's, il che fece di Kapiʻolani una zia acquisita delle regina, della quale divenne dama di compagnia. Kapiʻolani si prese inoltre cura di Haku O Hawaiʻi, il principe Albert Kamehameha, e, sebbene si disse che la regina Emma avesse rimproverato Kapiʻolani per la morte del figlio, avvenuta proprio mentre il bambino era sotto la custodia di quest'ultima, una lettera scritta nel marzo 1863 dalla regina in risposta ad una lettera di cordoglio di Kapiʻolani sembrerebbe dimostrare l'esatto contrario. In essa si legge infatti: "Cara Kapiʻolani, mia compagnia nella cura di mio figlio. Tu eri la preferita di mio figlio, il tuo petto deve essere colmo di dolore. Tu eri la nostra terza compagna...".
L'8 dicembre 1863, Kapiʻolani convolò in seconde nozze con Kalākaua I in una tranquilla cerimonia celebrata da un pastore episcopale. Il matrimonio fu alquanto criticato, poiché fu celebrato durante il periodo di lutto per la morte del re Kamehameha IV. Kapiʻolani e Kalākaua non ebbero figli, così lei e sua sorella Poʻomaikelani adottarono, seguendo la tradizione dell'hānai, i tre figli della loro sorella Victoria Kinoiki Kekaulike. Kapiʻolani prese con sé David Kawānanakoa e Jonah Kūhiō Kalanianaʻole mentre Poʻomaikelani adottò Edward Abnel Keliʻiahonui. Nel 1883, in occasione della sua incoronazione, a nove anni di distanza dalla propria investitura, Kalākaua nominò i nipoti di Kapiʻolani principi delle Hawaii dando loro il titolo di altezze reali. I tre ragazzi diventeranno poi particolarmente famosi quando, nel luglio 1885, durante una pausa dallo studio presso la St. Mathew's Hall di Santa Cruz, fecero vedere e conoscere il surf al continente americano, calvalcando le onde alla bocca del fiume San Lorenzo con tavole ricavate dal legno delle sequoie locali.

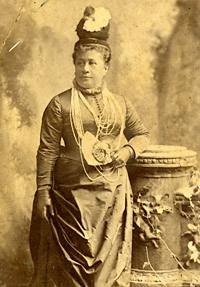
La regina con addosso la tipica collana Niʻihau necklace alla festa del cinquantesimo anno di regno della regina Vittoria.

Nell 1887, la regina Kapiʻolani andò a Londra per partecipare alla celebrazione del giubileo d'oro della regina Vittoria, e assieme a lei andò anche la principessa Liliʻuokalani, sorella di re Kalākaua, che le fece da interprete, poiché Kapiʻolani, sebbene fosse in grado di capire l'inglese, si rifiutò sempre di parlare altre lingue che non fossero l'hawaiano. In quell'occasione la famiglia reale hawaiana fu trattata come gli altri dignitari, sedendo con la famiglia reale britannica di fronte all'abbazia di Westminster.

## Filantropia
La regina Kapiʻolani fondò, tra le altre cose il centro medico Kapiʻolani per le donne e i bambini (Kapiʻolani Medical Center for Women & Children), dove le madri hawaiane e i loro neonati potevano ricevere le cure necessarie.

## Morte
Dopo il rovesciamento del Regno delle Hawaii, avvenuto nel 1893, quando sul trono sedeva sua cognata Liliʻuokalani, Kapiʻolani, rimasta vedova nel 1891, fu espulsa dal Palazzo ʻIolani ed ella si ritirò nella sua residenza privata di Pualeilani, a Waikīkī, dove morì il 24 giugno 1899, all'età di 64 anni. Il suo corpo fu sepolto nel mausoleo reale delle Hawaii, assieme a quelli del marito e degli altri membri della casata dei Kalākaua.